# Hercostomus dilatitarsis
Hercostomus dilatitarsis är en tvåvingeart som beskrevs av Stackelberg 1949. Hercostomus dilatitarsis ingår i släktet Hercostomus och familjen styltflugor. Inga underarter finns listade i Catalogue of Life.